# Bisdorf auf Fehmarn
Bisdorf ist ein Dorf auf der Insel Fehmarn und ein Stadtteil der Stadt Fehmarn im Kreis Ostholstein in Schleswig-Holstein.

## Geographische Lage
Bisdorf liegt etwa in der Mitte der Insel Fehmarn, zwischen den Dörfern Landkirchen und Vadersdorf. Die Fläche der Dorfflur beträgt etwa 502 Hektar.

## Geschichte
Bodenfunde wie Flintmesser und Pfeilspitzen weisen darauf hin, dass es in der Nähe von Bisdorf einen alten Siedlungsplatz gab.
Das im Waldemar-Erdbuch villa episcopi genannte Dorf wurde 1230 vom König Waldemar an den Bischof von Odense/Fünen verschenkt. Noch heute deuten manche Flurnamen des Ortes (z. B. Vogtssoll) auf den Ursprung als einstiges Bischofsdorf hin.

## Personen
Peter Wiepert, Heimatforscher und Schriftsteller(1890–1980)